# Lapplandsjägargruppen

Lapplandsjägargruppen (LJG) är en svensk utbildningsgrupp inom Hemvärnet som verkat i olika former sedan 2000. Förbandsledningen är förlagd i Kiruna garnison i Kiruna.

## Historia
Inför försvarsbeslutet 2000 föreslog regeringen i sin propositionen för riksdagen, att den taktiska nivån bör reduceras genom att fördelnings- och försvarsområdesstaber samt marinkommandon och flygkommandon skulle avvecklas. Detta för att utforma ett armétaktiskt, marintaktiskt respektive flygtaktiskt kommando vilka skulle samlokaliseras med operationsledningen. Förslaget innebar att samtliga försvarsområdesstaber skulle avvecklas.
Som ett led i försvarsbeslutet 2000 avvecklades försvars- och militärområdena den 30 juni 2000 och från och med den 1 juli 2000 organiserades i dess ställe militärdistrikt. Därmed avvecklades bland annat Norrbottens försvarsområde (Fo 61). De nya militärdistrikten motsvarade geografiskt sett de gamla militärområdena. Den stora skillnaden var att militärdistrikten var den lägsta nivån där chefen var territoriellt ansvarig. Inom militärdistrikten organiserades militärdistriktsgrupper, i regel en för varje län. I Norrbottens län organiserades den 1 juli 2000 tre militärdistriktsgrupper, Norrbottens gränsjägargrupp, Norrbottensgruppen, Lapplandsjägargruppen, vilka underställdes Norra militärdistriktet (MD N).
Inför försvarsbeslutet 2004 föreslog regeringen för riksdagen, efter förslag från Försvarsmakten, att reducera antalet militärdistriktsgrupper. Då det enligt Försvarsmakten skulle organiseras färre hemvärnsförband, men bättre utbildade och uppfyllda förband. Försvarsbeslutet innebar bland annat att Norrbottens gränsjägargrupp upplöstes och avvecklades den 31 december 2004, och dess verksamhet överfördes och uppgick den 1 januari 2005 i Lapplandsjägargruppen.
Den 2 juni 2005 presenterade regeringen sin proposition (2004/05:160) gällande en avveckling av militärdistriktsorganisationen. I propositionen hänvisades regeringen till att "I det framtida insatsförsvaret och den beslutade insatsorganisationen finns det inte längre krav på eller behov av regional eller territoriell ledning som motiverar en särskild ledningsorganisation". Därmed ansåg regeringen att militärdistriktsorganisationen kunde avvecklas, något som Försvarsmakten även i en framställan till regeringen den 7 mars 2005 föreslagit. I dess ställe skulle fyra ledningsgrupper för säkerhetstjänst och samverkan inrättas, där ledningsgrupperna lokaliserade till Boden, Stockholm, Göteborg och Malmö. Den 16 november 2005 antog riksdagen regeringens proposition, därmed beslutades att militärdistriktsorganisationen skulle upplösas och avvecklas den 31 december 2005. Vilket innebar att militärdistriktsgrupperna omorganiserades till utbildningsgrupper och underställdes ett utbildningsförband. Detta medförde att Lapplandsjägargruppen överfördes från Norra militärdistriktet (MD N) till att bli en enhet inom Norrbottens regemente (I 19) från och med den 1 januari 2006.
Den 1 januari 2013 bildades fyra militärregioner, där Norra militärregionen underställdes chefen för Norrbottens regemente, men löd under chefen insatsledningen i Högkvarteret avseende markterritoriell ledning i fred, kris och krig. Chefen för Lapplandsjägargruppen var dock fortfarande underställd chefen Norrbottens regemente gällande produktionsledning av hemvärnsförbanden samt insatsledning inom utbildningsgruppens geografiska område. Den 1 oktober 2018 delades dock ledningen av Norrbottens regemente och Norra militärregionen, det genom att en separat chefsbefattning för Norra militärregionen tillsattes. Vidare underställdes staben Norra militärregionen i ledningsfrågor direkt chefen insatsledningen i Högkvarteret. I Försvarsmaktens budgetunderlag till regeringen för 2020 föreslogs att de fyra militärregionala staberna från 1 januari 2020 skulle inrättas som egna organisationsenheter. Cheferna för militärregionstaberna föreslogs i sin tur underställas rikshemvärnschefen avseende produktion av utbildningsgrupper och hemvärnsförband. Detta medförde att utbildningsgrupperna överfördes organisatoriskt från ett utbildningsförband till de fyra militärregionala staberna. I regeringens proposition framhöll dock regeringen att den militära regionala indelningen kunde komma att justeras, det beroende på utfallet av utredningen "Ansvar, ledning och samordning inom civilt försvar" (dir. 2018:79). För Lapplandsjägargruppen innebar denna förändring att utbildningsgruppen överfördes från Norrbottens regemente till att bli en enhet inom Norra militärregionen från och med den 1 januari 2020.
För att påvisa anknytningen till militärregionen, lämnades den 1 januari 2023 begreppet utbildningsgrupp till förmån för det nya begreppet militärregionsgrupp. Det för att på ett tydligare sätt anknyta mot enhetens bidrag som ett av militärregionens krigsförband, med uppgifter såväl i fred som i krig.

## Verksamhet
Chefen Lapplandsjägargruppen är från den 1 januari 2020 direkt underställd chefen för Norra militärregionen. Lapplandsjägargruppens uppgifter är att utbilda, organisera och administrera hemvärnsförbanden i norra och östra delen av Norrbottens län (Kiruna, Gällivare, Pajala, Överkalix, Övertorneå, Haparanda och Kalix kommuner). Gruppen skall vidare stödja frivilliga försvarsorganisationer. Insatser i såväl fred som under kris och krig leds i allmänhet direkt av Norra militärregionen, men Lapplandsjägargruppen kan ges ledningsuppgifter som till exempel att avdela en militär insatschef (MIC). Sedan januari 2021 utbildar Lapplandsjägargruppen värnpliktiga till Norra militärregionen. Värnpliktsutbildningen har sin utgångspunkt från Kalixfors läger, där män och kvinnor genomför sin värnplikt på mellan sex och tio månader.

## Ingående enheter
Lapplandsjägargruppen administrerar och utbildar sedan 1 januari 2012 två hemvärnsbataljoner, Lapplandsjägarbataljonen (10. hemvärnsbataljonen) i Kiruna och Gränsjägarbataljonen (11. hemvärnsbataljonen) i Kalix. 

### Lapplandsjägarbataljonen
Lapplandsjägarbataljonen eller 10. hemvärnsbataljonen har sin stabsplats i Kiruna, och har norra Norrbottens län som primärt upptagningsområde. Bataljonen är sedan 1 juli 2012 traditionsbärare för Lapplands jägarregemente.

- 10. hemvärnsbataljonstaben och ledningsplutonen
- 101. hemvärnsinsatskompaniet (Insatskompani Kiruna)
- 102. hemvärnsinsatskompaniet (Insatskompani Gällivare)
- 103. hemvärnsbevakningskompaniet
- 104. hemvärnsflyggruppen
- 105. hemvärnsTOLO-gruppen

### Gränsjägarbataljonen
Gränsjägarbataljonen eller 11. hemvärnsbataljonen har sin stabsplats i Kalix, och har östra Norrbottens län som primärt upptagningsområde. Bataljonen är sedan 1 juli 2012 traditionsbärare för Norrbottens gränsjägare.

- 11. hemvärnsbataljonstaben och ledningsplutonen
- 111. hemvärnsinsatskompaniet (Insatskompani Kalix)
- 112. hemvärnsinsatskompaniet (Insatskompani Överkalix)
- 113. hemvärnsinsatskompaniet (Insatskompani Haparanda)
- 114. hemvärnsbevakningskompaniet (Bevakningskompani Övertorneå)
- 115. hemvärnssjötransportplutonen
- 116. hemvärnsflyggruppen
- 117. hemvärnsTOLO-gruppen

## Förläggningar och övningsplatser
Lapplandsjägargruppen är sedan den 1 juli 2000 förlagda inom det kasernområde som Lapplands jägarregemente var förlagt till. På grund av den Kiruna stadsflytt kommer Försvarsmakten och Lapplandsjägargruppen lämna Kiruna, för att åren 2020–2021 flytta verksamheten från Vaktgatan 3 i Kiruna till Kalixfors skjutfält, där Fortifikationsverket fått i uppdrag till bland annat nybyggnation av en övnings- och vårdhall, värmeverk, transformatorstation samt en drivmedelsanläggning. Staben för Lapplandsjägargruppen har dock kvarstått i Kiruna.

## Heraldik och traditioner
Lapplandsjägargruppen är sedan 1 juli 2000 arvtagare till traditioner och minne av Lapplands jägarregemente (I 22). Sedan 1 juli 2012 är Lapplandsjägarbataljonen traditionsbärare för Lapplands jägarregemente (I 22) och Gränsjägarbataljonen för Norrbottens gränsjägare (Gj 67). År 2016 bytte Lapplandsjägargruppen till ett heraldiskt vapen med varghuvudet i guld.

## Förbandschefer
- 2000–2004: Överstelöjtnant Mats Forsman
- 2004–2007: Magnus Ståhl
- 2007–2009: Major Peter Lindgren
- 2009–2014: Överstelöjtnant Mikael Nordmark [d]
- 2014–2018: Överstelöjtnant Anders Ahlin
- 2019–2021: Överstelöjtnant Thomas Hagman [e]
- 2021–2023: Överstelöjtnant Dean Walldén [f]
- 2023–20xx: Överstelöjtnant Martin Andersson

## Namn, beteckning och förläggningsort
| Lapplandsjägargruppen | 2000-07-01 | – |  |

| G 66  | 2000-07-01 | – | 2005-12-31 |
| UG 66 | 2006-01-01 | – | 2017-12-31 |
| LJG   | 2018-01-01 | – |            |

| Kiruna garnison (F) | 2000-07-01 | – |  |